# Ławszowa
Ławszowa (Duits: Lorenzdorf) is een plaats in het Poolse district  Bolesławiecki, woiwodschap Neder-Silezië. De plaats maakt deel uit van de gemeente Osiecznica en telt 760 inwoners.